# RSR Sebastiani Rieti 2025-2026
Questa voce raccoglie le informazioni riguardanti la RSR Sebastiani Rieti nelle competizioni ufficiali della stagione 2025-2026.

## Verdetti stagionali
- Serie A2:

- Coppa Italia LNP:
- Supercoppa LNP: Non qualificata

## Stagione
La stagione 2025-2026 della Real Sebastiani Rieti è la 13ª nel secondo campionato italiano di pallacanestro, la Serie A2.

## Divise di gioco
Il fornitore ufficiale di materiale tecnico per la stagione 2025-2026 è Erreà.

## Organigramma societario
- Patron e Proprietà: Roberto Pietropaoli
- Proprietà: Antonella Cingolani
- Presidente Onoraria: Beatrice Ratti
- Presidente CDA: Alberto Fabrizi
- Responsabile Comunicazione: Mattia Esposito
- Direttore Sportivo: Luca Palombi
- Team Manager: Danilo Antonetti

## Roster 2024-2025
Aggiornato al 4 dicembre 2024.
| RSR Sebastiani Rieti 2025-26 | RSR Sebastiani Rieti 2025-26 |
| Giocatori                    | Staff tecnico                |
| ---------------------------- | ---------------------------- |

| N. | Naz.                                    | Ruolo | Nome                | Anno | Alt.   | Peso   |  |
| -- | --------------------------------------- | ----- | ------------------- | ---- | ------ | ------ |  |
| 0  | Stati Uniti (bandiera)                  | C     | Skylar Spencer      | 1994 | 206 cm | 107 kg |  |
| 1  | Stati Uniti (bandiera)                  | PG    | Jordan Harris       | 1997 | 193 cm | 86 kg  |  |
| 2  | Italia (bandiera)                       | AC    | Giorgio Piunti      | 1990 | 205 cm | 95 kg  |  |
| 3  | Italia (bandiera)                       | AP    | Alvise Sarto        | 2000 | 203 cm | 92 kg  |  |
| 5  | Italia (bandiera)                       | P     | Filippo Gallo       | 2004 | 194 cm | 82 kg  |  |
| 7  | Italia (bandiera)                       | AC    | Ion Lupusor         | 1996 | 202 cm | 97 kg  |  |
| 10 | Italia (bandiera) · Germania (bandiera) | AP    | Kenneth Viglianisi  | 1992 | 193 cm | 85 kg  |  |
| 11 | Italia (bandiera)                       | P     | Mattia Cicchetti    | 2009 | 185 cm | 70 kg  |  |
| 13 | Italia (bandiera)                       | G     | Lorenzo Piccin      | 2002 | 191 cm | 80 kg  |  |
| 30 | Italia (bandiera)                       | PG    | Diego Monaldi       | 1993 | 185 cm | 78 kg  |  |
| 31 | Finlandia (bandiera)                    | GA    | Topias Palmi        | 1994 | 194 cm | 91 kg  |  |
| 32 | Italia (bandiera)                       | AC    | Alexander Cicchetti | 1998 | 203 cm | 97 kg  |  |
| 45 | Italia (bandiera)                       | PG    | Marco Spanghero (C) | 1991 | 187 cm | 82 kg  |  |

| Allenatore                                                                                         |
| - Franco Ciani                                                                                     |
| Assistente/i                                                                                       |
| - Andrea Ruggieri - Alessandro Iacozza Legenda - (C) Capitano - (IN) Inattivo - Infortunato Roster |

## Mercato

### Sessione estiva
| R  | Nome               | da                                  | Modalità   |
| -- | ------------------ | ----------------------------------- | ---------- |
| P  | Mattia Palumbo     | Benedetto XIV Cento                 | Definitivo |
| PG | Matteo Parravicini | Pallacanestro Forlì 2.015           | Definitivo |
| PG | Darius Perry       | Basket Zielona Góra                 | Definitivo |
| G  | Fabio Mian         | Fortitudo Pallacanestro Bologna 103 | Definitivo |
| GA | Liam Udom          | Scaligera Basket Verona             | Definitivo |
| AC | Jarvis Williams    | Gruppo Mascio OrziBasket            | Definitivo |
| AC | Davide Pascolo     | Pallacanestro Forlì 2.015           | Definitivo |
| C  | Tommaso Guariglia  | Gruppo Mascio OrziBasket            | Definitivo |
| C  | Alessandro Paesano | Herons Basket Montecatini           | Definitivo |

| R  | Nome                | a                                   | Modalità   |
| -- | ------------------- | ----------------------------------- | ---------- |
| P  | Filippo Gallo       | Pallacanestro Reggiana              | Definitivo |
| PG | Diego Monaldi       | Scaligera Basket Verona             | Definitivo |
| PG | Marco Spanghero     | Scaligera Basket Verona             | Definitivo |
| GA | Jordan Harris       | Pallacanestro Varese                | Definitivo |
| GA | Topias Palmi        | svincolato                          | Definitivo |
| AP | Kenneth Viglianisi  | Fortitudo Agrigento                 | Definitivo |
| AP | Alvise Sarto        | Fortitudo Pallacanestro Bologna 103 | Definitivo |
| AC | Alexander Cicchetti | Avellino Basket                     | Definitivo |
| AC | Ion Lupusor         | Urania Basket Milano                | Definitivo |
| C  | Skylar Spencer      | Amici Pallacanestro Udinese         | Definitivo |

### Durante il campionato
| R | Nome | da | Modalità |
| - | ---- | -- | -------- |

| R | Nome | a | Modalità |
| - | ---- | - | -------- |

## Risultati

### Campionato

#### Girone di andata
| Rieti 28 settembre 2024, ore 21:00 1ª giornata                                                                                             | Real Sebastiani Rieti | 80 – 72 (21-17; 43-36; 64-56) referto | U.C.C. Piacenza | PalaSojourner |
| Johnson 19 Punti 22 Bradford Pollone 5 Assist 4 Bradford , Filoni Johnson 6 Rimbalzi 20 Grimes Alessandro Rossi Allenatori Stefano Salieri |                       |                                       |                 |               |
| |                       |                                       |                 |               |
| Johnson 19 | Punti                 | 22 Bradford                           |                 |               |
| Pollone 5 | Assist                | 4 Bradford, Filoni                    |                 |               |
| Johnson 6 | Rimbalzi              | 20 Grimes                             |                 |               |
| Alessandro Rossi | Allenatori            | Stefano Salieri                       |                 |               |

| Avellino 2 ottobre 2024, ore 20:30 2ª giornata | Avellino Basket | 61 – 67 (13-14; 32-31; 44-53) referto | Real Sebastiani Rieti | PalaDelMauro |
| Lewis 12 Punti 19 Johnson Lewis , Sabatino 2 Assist 2 Monaldi Earlington , Chinellato 6 Rimbalzi 12 Spencer Alessandro Crotti Allenatori Alessandro Rossi |                 |                                       |                       |              |
| |                 |                                       |                       |              |
| Lewis 12 | Punti           | 19 Johnson                            |                       |              |
| Lewis, Sabatino 2 | Assist          | 2 Monaldi                             |                       |              |
| Earlington, Chinellato 6 | Rimbalzi        | 12 Spencer                            |                       |              |
| Alessandro Crotti | Allenatori      | Alessandro Rossi                      |                       |              |

| Rieti 6 ottobre 2024, ore 16:00 3ª giornata | Real Sebastiani Rieti | 68 – 74 (20-18; 29-36; 56-54) referto | Pall. Cantù | PalaSojourner |
| Johnson 19 Punti 24 Basile Johnson 4 Assist 7 De Nicolao Spencer 15 Rimbalzi 5 Possamai , Moraschini Alessandro Rossi Allenatori Nicola Brienza |                       |                                       |             |               |
| |                       |                                       |             |               |
| Johnson 19 | Punti                 | 24 Basile                             |             |               |
| Johnson 4 | Assist                | 7 De Nicolao                          |             |               |
| Spencer 15 | Rimbalzi              | 5 Possamai, Moraschini                |             |               |
| Alessandro Rossi | Allenatori            | Nicola Brienza                        |             |               |

| Rieti 12 ottobre 2024, ore 21:00 4ª giornata | Real Sebastiani Rieti | 86 – 80 (24-20; 41-37; 62-57) referto | V.L. Pesaro | PalaSojourner |
| Johnson 29 Punti 30 Ahmad Johnson , Spanghero , Piunti 2 Assist 4 Ahmad Piunti 8 Rimbalzi 6 Lombardi Alessandro Rossi Allenatori Giacomo Baioni |                       |                                       |             |               |
| |                       |                                       |             |               |
| Johnson 29 | Punti                 | 30 Ahmad                              |             |               |
| Johnson, Spanghero, Piunti 2 | Assist                | 4 Ahmad                               |             |               |
| Piunti 8 | Rimbalzi              | 6 Lombardi                            |             |               |
| Alessandro Rossi | Allenatori            | Giacomo Baioni                        |             |               |

| Milano 16 ottobre 2024, ore 21:00 5ª giornata | Urania Milano | 66 – 71 (22-18; 36-35; 52-56) referto | Real Sebastiani Rieti | PalaLido |
| Gentile 22 Punti 18 Monaldi Gentile 2 Assist 3 Monaldi , Johnson Cavallero, Udanoh 8 Rimbalzi 5 Johnson , Spencer , Lupusor Marco Cardani Allenatori Alessandro Rossi |               |                                       |                       |          |
| |               |                                       |                       |          |
| Gentile 22 | Punti         | 18 Monaldi                            |                       |          |
| Gentile 2 | Assist        | 3 Monaldi, Johnson                    |                       |          |
| Cavallero, Udanoh 8 | Rimbalzi      | 5 Johnson, Spencer, Lupusor           |                       |          |
| Marco Cardani | Allenatori    | Alessandro Rossi                      |                       |          |

| Rieti 21 ottobre 2024, ore 21:00 6ª giornata | Real Sebastiani Rieti | 74 – 73 (15-18; 27-39; 49-56) referto | N.B. Brindisi | PalaSojourner |
| Johnson , Spanghero 13 Punti 17 Calzavara Lupusor 4 Assist 7 Calzavara Johnson 8 Rimbalzi 6 Radonjic, Arletti, Del Cadia Alessandro Rossi Allenatori Piero Bucchi |                       |                                       |               |               |
| |                       |                                       |               |               |
| Johnson, Spanghero 13 | Punti                 | 17 Calzavara                          |               |               |
| Lupusor 4 | Assist                | 7 Calzavara                           |               |               |
| Johnson 8 | Rimbalzi              | 6 Radonjic, Arletti, Del Cadia        |               |               |
| Alessandro Rossi | Allenatori            | Piero Bucchi                          |               |               |

| Rieti 27 ottobre 2024, ore 18:00 7ª giornata                                                                                            | Real Sebastiani Rieti | 97 – 78 (28-24; 49-41; 82-55) referto | Libertas Livorno 1947 | PalaSojourner |
| Spencer 20 Punti 15 Hooker Johnson 7 Assist 4 Filloy , Italiano Johnson 6 Rimbalzi 6 Hooker Alessandro Rossi Allenatori Marco Andreazza |                       |                                       |                       |               |
| |                       |                                       |                       |               |
| Spencer 20 | Punti                 | 15 Hooker                             |                       |               |
| Johnson 7 | Assist                | 4 Filloy, Italiano                    |                       |               |
| Johnson 6 | Rimbalzi              | 6 Hooker                              |                       |               |
| Alessandro Rossi | Allenatori            | Marco Andreazza                       |                       |               |

| Lecce 3 novembre 2024, ore 18:00 8ª giornata                                                                                    | Nardò Basket | 81 – 71 (18-13; 42-30; 64-45) referto | Real Sebastiani Rieti | Palasport San Giuseppe da Copertino |
| Woodson 23 Punti 23 Johnson Woodson 4 Assist 3 Monaldi Iannuzzi 7 Rimbalzi 15 Spencer Luca Dalmonte Allenatori Alessandro Rossi |              |                                       |                       |                                     |
| |              |                                       |                       |                                     |
| Woodson 23 | Punti        | 23 Johnson                            |                       |                                     |
| Woodson 4 | Assist       | 3 Monaldi                             |                       |                                     |
| Iannuzzi 7 | Rimbalzi     | 15 Spencer                            |                       |                                     |
| Luca Dalmonte | Allenatori   | Alessandro Rossi                      |                       |                                     |

| Rieti 6 novembre 2024, ore 21:00 9ª giornata                                                                                      | Real Sebastiani Rieti | 61 – 60 (9-14; 28-33; 43-47) referto | Fortitudo Bologna | PalaSojourner |
| Monaldi 11 Punti 22 Bolpin Monaldi 3 Assist 7 Fantinelli Spencer 13 Rimbalzi 8 Freeman Alessandro Rossi Allenatori Devis Cagnardi |                       |                                      |                   |               |
| |                       |                                      |                   |               |
| Monaldi 11 | Punti                 | 22 Bolpin                            |                   |               |
| Monaldi 3 | Assist                | 7 Fantinelli                         |                   |               |
| Spencer 13 | Rimbalzi              | 8 Freeman                            |                   |               |
| Alessandro Rossi | Allenatori            | Devis Cagnardi                       |                   |               |

| Cividale del Friuli 9 novembre 2024, ore 20:00 10ª giornata                                                                                 | UEB Cividale | 77 – 63 (16-22; 27-39; 52-53) referto | Real Sebastiani Rieti | PalaGesteco |
| Redivo 21 Punti 19 Monaldi Dell’Agnello 5 Assist 7 Spanghero Marangon 6 Rimbalzi 10 Spencer Stefano Pillastrini Allenatori Alessandro Rossi |              |                                       |                       |             |
| |              |                                       |                       |             |
| Redivo 21 | Punti        | 19 Monaldi                            |                       |             |
| Dell’Agnello 5 | Assist       | 7 Spanghero                           |                       |             |
| Marangon 6 | Rimbalzi     | 10 Spencer                            |                       |             |
| Stefano Pillastrini | Allenatori   | Alessandro Rossi                      |                       |             |

| Rieti 13 novembre 2024, ore 21:00 11ª giornata                                                                                             | Real Sebastiani Rieti | 58 – 60 (16-23; 31-33; 42-49) referto | Scaligera Verona | PalaSojourner |
| Monaldi 14 Punti 21 Pullen Monaldi 5 Assist 10 Palumbo Spencer , Lupusor 6 Rimbalzi 10 Udom Alessandro Rossi Allenatori Alessandro Ramagli |                       |                                       |                  |               |
| |                       |                                       |                  |               |
| Monaldi 14 | Punti                 | 21 Pullen                             |                  |               |
| Monaldi 5 | Assist                | 10 Palumbo                            |                  |               |
| Spencer, Lupusor 6 | Rimbalzi              | 10 Udom                               |                  |               |
| Alessandro Rossi | Allenatori            | Alessandro Ramagli                    |                  |               |

| Cremona 17 novembre 2024, ore 18:00 12ª giornata                                                                                              | JuVi Cremona | 97 – 83 (28-24; 48-48; 75-65) referto | Real Sebastiani Rieti | PalaRadi |
| Polanco , Tortu 21 Punti 17 Monaldi , Spanghero Bertetti 5 Assist 4 Monaldi Tortu 9 Rimbalzi 7 Spencer Luca Bechi Allenatori Alessandro Rossi |              |                                       |                       |          |
| |              |                                       |                       |          |
| Polanco, Tortu 21 | Punti        | 17 Monaldi, Spanghero                 |                       |          |
| Bertetti 5 | Assist       | 4 Monaldi                             |                       |          |
| Tortu 9 | Rimbalzi     | 7 Spencer                             |                       |          |
| Luca Bechi | Allenatori   | Alessandro Rossi                      |                       |          |

| Rieti 24 novembre 2024, ore 18:00 13ª giornata                                                                                       | Real Sebastiani Rieti | 77 – 66 (17-23; 39-35; 53-50) referto | G.M. OrziBasket | PalaSojourner |
| Johnson 19 Punti 19 Pepe Johnson 5 Assist 6 Vencato Spencer , Lupusor 9 Rimbalzi 8 Williams Alessandro Rossi Allenatori Franco Ciani |                       |                                       |                 |               |
| |                       |                                       |                 |               |
| Johnson 19 | Punti                 | 19 Pepe                               |                 |               |
| Johnson 5 | Assist                | 6 Vencato                             |                 |               |
| Spencer, Lupusor 9 | Rimbalzi              | 8 Williams                            |                 |               |
| Alessandro Rossi | Allenatori            | Franco Ciani                          |                 |               |

| Torino 1 dicembre 2024, ore 18:00 14ª giornata                                                                                | Basket Torino | 74 – 69 (19-15; 37-34; 56-56) referto | Real Sebastiani Rieti | Palazzetto dello Sport Gianni Asti |
| Ajayi 25 Punti 20 Johnson Schina 6 Assist 3 Monaldi Ajayi 8 Rimbalzi 11 Spencer Matteo Boniciolli Allenatori Alessandro Rossi |               |                                       |                       |                                    |
| |               |                                       |                       |                                    |
| Ajayi 25 | Punti         | 20 Johnson                            |                       |                                    |
| Schina 6 | Assist        | 3 Monaldi                             |                       |                                    |
| Ajayi 8 | Rimbalzi      | 11 Spencer                            |                       |                                    |
| Matteo Boniciolli | Allenatori    | Alessandro Rossi                      |                       |                                    |

| Rieti 7 dicembre 2024, ore 21:00 15ª giornata                                                                               | Real Sebastiani Rieti | 79 – 67 (23-16; 40-35; 61-54) referto | Pall. Vigevano | PalaSojourner |
| Monaldi 14 Punti 17 Taflaj Spanghero 4 Assist 5 Rossi Spencer 16 Rimbalzi 7 Oduro Alessandro Rossi Allenatori Lorenzo Pansa |                       |                                       |                |               |
| |                       |                                       |                |               |
| Monaldi 14 | Punti                 | 17 Taflaj                             |                |               |
| Spanghero 4 | Assist                | 5 Rossi                               |                |               |
| Spencer 16 | Rimbalzi              | 7 Oduro                               |                |               |
| Alessandro Rossi | Allenatori            | Lorenzo Pansa                         |                |               |

| Udine 13 dicembre 2024, ore 20:45 16ª giornata | Amici Pall. Udinese | 85 – 81 (d.2t.s.) (17-15; 31-40; 47-52; 64-64; 73-73) referto | Real Sebastiani Rieti | PalaCarnera |
| Caroti 23 Punti 19 Spencer , Harris Alibegovic 6 Assist 5 Spanghero Alibegovic 9 Rimbalzi 16 Spencer Adriano Vertemati Allenatori Alessandro Rossi |                     |                                                               |                       |             |
| |                     |                                                               |                       |             |
| Caroti 23 | Punti               | 19 Spencer, Harris                                            |                       |             |
| Alibegovic 6 | Assist              | 5 Spanghero                                                   |                       |             |
| Alibegovic 9 | Rimbalzi            | 16 Spencer                                                    |                       |             |
| Adriano Vertemati | Allenatori          | Alessandro Rossi                                              |                       |             |

| Rieti 22 dicembre 2024, ore 18:00 17ª giornata                                                                                              | Real Sebastiani Rieti | 76 – 65 (32-15; 41-29; 57-45) referto | Benedetto XIV Cento | PalaSojourner |
| Sarto 26 Punti 21 Davis Spanghero , Piccin 4 Assist 4 Devoe Spencer 10 Rimbalzi 8 Devoe Alessandro Rossi Allenatori Emanuele Di Paolantonio |                       |                                       |                     |               |
| |                       |                                       |                     |               |
| Sarto 26 | Punti                 | 21 Davis                              |                     |               |
| Spanghero, Piccin 4 | Assist                | 4 Devoe                               |                     |               |
| Spencer 10 | Rimbalzi              | 8 Devoe                               |                     |               |
| Alessandro Rossi | Allenatori            | Emanuele Di Paolantonio               |                     |               |

| Rimini 29 dicembre 2024, ore 18:00 18ª giornata                                                                                     | Rinascita B. Rimini | 91 – 96 (24-21; 40-44; 67-74) referto | Real Sebastiani Rieti | PalaFlaminio |
| Marini 26 Punti 20 Sarto Robinson 5 Assist 4 Harris Robinson 5 Rimbalzi 8 Cicchetti Sandro Dell'Agnello Allenatori Alessandro Rossi |                     |                                       |                       |              |
| |                     |                                       |                       |              |
| Marini 26 | Punti               | 20 Sarto                              |                       |              |
| Robinson 5 | Assist              | 4 Harris                              |                       |              |
| Robinson 5 | Rimbalzi            | 8 Cicchetti                           |                       |              |
| Sandro Dell'Agnello | Allenatori          | Alessandro Rossi                      |                       |              |

| Forlì 5 gennaio 2025, ore 18:00 19ª giornata | Pall. Forlì 2.015 | 64 – 65 (17-17; 35-24; 48-41) referto | Real Sebastiani Rieti | PalaGalassi |
| Perkovic 26 Punti 19 Sarto Tavernelli 6 Assist 4 Spanghero Gaspardo 7 Rimbalzi 10 Spencer , Cicchetti Antimo Martino Allenatori Alessandro Rossi |                   |                                       |                       |             |
| |                   |                                       |                       |             |
| Perkovic 26 | Punti             | 19 Sarto                              |                       |             |
| Tavernelli 6 | Assist            | 4 Spanghero                           |                       |             |
| Gaspardo 7 | Rimbalzi          | 10 Spencer, Cicchetti                 |                       |             |
| Antimo Martino | Allenatori        | Alessandro Rossi                      |                       |             |

#### Girone di ritorno
| Rieti 11 gennaio 2025, ore 21:00 20ª giornata                                                                                     | Real Sebastiani Rieti | 56 – 66 (9-21; 25-36; 36-48) referto | Urania Milano | PalaSojourner |
| Spencer 11 Punti 15 Gentile Piunti 3 Assist 5 Amato Spencer 11 Rimbalzi 6 Potts , Amato Alessandro Rossi Allenatori Marco Cardani |                       |                                      |               |               |
| |                       |                                      |               |               |
| Spencer 11 | Punti                 | 15 Gentile                           |               |               |
| Piunti 3 | Assist                | 5 Amato                              |               |               |
| Spencer 11 | Rimbalzi              | 6 Potts, Amato                       |               |               |
| Alessandro Rossi | Allenatori            | Marco Cardani                        |               |               |

| Brindisi 15 gennaio 2024, ore 20:30 21ª giornata                                                                                  | N.B. Brindisi | 72 – 67 (20-13; 37-24; 49-52) referto | Real Sebastiani Rieti | PalaPentassuglia |
| Allen 21 Punti 23 Harris Allen 7 Assist 4 Harris , Spanghero Ogden 10 Rimbalzi 8 Spencer Piero Bucchi Allenatori Alessandro Rossi |               |                                       |                       |                  |
| |               |                                       |                       |                  |
| Allen 21 | Punti         | 23 Harris                             |                       |                  |
| Allen 7 | Assist        | 4 Harris, Spanghero                   |                       |                  |
| Ogden 10 | Rimbalzi      | 8 Spencer                             |                       |                  |
| Piero Bucchi | Allenatori    | Alessandro Rossi                      |                       |                  |

| Desio 19 gennaio 2025, ore 18:00 22ª giornata                                                                                      | Pall. Cantù | 70 – 77 (24-22; 41-37; 50-60) referto | Real Sebastiani Rieti | PalaFitLine |
| Basile 16 Punti 23 Monaldi De Nicolao 6 Assist 5 Harris Moraschini 6 Rimbalzi 9 Spencer Nicola Brienza Allenatori Alessandro Rossi |             |                                       |                       |             |
| |             |                                       |                       |             |
| Basile 16 | Punti       | 23 Monaldi                            |                       |             |
| De Nicolao 6 | Assist      | 5 Harris                              |                       |             |
| Moraschini 6 | Rimbalzi    | 9 Spencer                             |                       |             |
| Nicola Brienza | Allenatori  | Alessandro Rossi                      |                       |             |

| Rieti 25 gennaio 2025, ore 21:00 23ª giornata                                                                                             | Real Sebastiani Rieti | 90 – 71 (17-10; 47-32; 71-46) referto | UEB Cividale | PalaSojourner |
| Harris 31 Punti 22 Ferrari Harris 5 Assist 3 Redivo , Lamb Spencer 16 Rimbalzi 8 Marangon Alessandro Rossi Allenatori Stefano Pillastrini |                       |                                       |              |               |
| |                       |                                       |              |               |
| Harris 31 | Punti                 | 22 Ferrari                            |              |               |
| Harris 5 | Assist                | 3 Redivo, Lamb                        |              |               |
| Spencer 16 | Rimbalzi              | 8 Marangon                            |              |               |
| Alessandro Rossi | Allenatori            | Stefano Pillastrini                   |              |               |

| Cento 29 gennaio 2025, ore 20:30 24ª giornata | Benedetto XIV Cento | 81 – 84 (11-25; 34-49; 52-71) referto | Real Sebastiani Rieti | Baltur Arena |
| Delfino , Devoe 25 Punti 30 Monaldi Delfino 4 Assist 4 Monaldi , Spanghero Delfino , Devoe , Davis 6 Rimbalzi 7 Spencer Emanuele Di Paolantonio Allenatori Alessandro Rossi |                     |                                       |                       |              |
| |                     |                                       |                       |              |
| Delfino, Devoe 25 | Punti               | 30 Monaldi                            |                       |              |
| Delfino 4 | Assist              | 4 Monaldi, Spanghero                  |                       |              |
| Delfino, Devoe, Davis 6 | Rimbalzi            | 7 Spencer                             |                       |              |
| Emanuele Di Paolantonio | Allenatori          | Alessandro Rossi                      |                       |              |

| Rieti 2 febbraio 2025, ore 18:00 25ª giornata                                                                                                | Real Sebastiani Rieti | 84 – 69 (23-18; 46-29; 70-43) referto | Basket Torino | PalaSojourner |
| Piunti 15 Punti 11 Taylor, Schina Harris 6 Assist 3 Taylor, Ajayi Spencer 6 Rimbalzi 12 Ajayi Alessandro Rossi Allenatori Alessandro Iacozza |                       |                                       |               |               |
| |                       |                                       |               |               |
| Piunti 15 | Punti                 | 11 Taylor, Schina                     |               |               |
| Harris 6 | Assist                | 3 Taylor, Ajayi                       |               |               |
| Spencer 6 | Rimbalzi              | 12 Ajayi                              |               |               |
| Alessandro Rossi | Allenatori            | Alessandro Iacozza                    |               |               |

| Livorno 9 febbraio 2025, ore 18:00 26ª giornata                                                                                 | Libertas Livorno 1947 | 80 – 91 (14-27; 41-54; 63-77) referto | Real Sebastiani Rieti | PalaMacchia |
| Banks 20 Punti 20 Piunti Hooker 5 Assist 3 4 giocatori Hooker 9 Rimbalzi 12 Spencer Marco Andreazza Allenatori Alessandro Rossi |                       |                                       |                       |             |
| |                       |                                       |                       |             |
| Banks 20 | Punti                 | 20 Piunti                             |                       |             |
| Hooker 5 | Assist                | 3 4 giocatori                         |                       |             |
| Hooker 9 | Rimbalzi              | 12 Spencer                            |                       |             |
| Marco Andreazza | Allenatori            | Alessandro Rossi                      |                       |             |

| Rieti 15 febbraio 2024, ore 21:00 27ª giornata                                                                                  | Real Sebastiani Rieti | 87 – 74 (23-14; 46-41; 71-56) referto | Nardò Basket | PalaSojourner |
| Sarto 21 Punti 27 Smith Monaldi 11 Assist 3 Smith , Zugno Piunti 8 Rimbalzi 8 Pagani Alessandro Rossi Allenatori Matteo Mecacci |                       |                                       |              |               |
| |                       |                                       |              |               |
| Sarto 21 | Punti                 | 27 Smith                              |              |               |
| Monaldi 11 | Assist                | 3 Smith, Zugno                        |              |               |
| Piunti 8 | Rimbalzi              | 8 Pagani                              |              |               |
| Alessandro Rossi | Allenatori            | Matteo Mecacci                        |              |               |

| Verona 19 febbraio 2025, ore 20:30 28ª giornata                                                                                             | Scaligera Verona | 69 – 47 (12-17; 28-25; 47-36) referto | Real Sebastiani Rieti | AGSM Forum |
| Copeland 12 Punti 12 Monaldi Palumbo 3 Assist 2 Monaldi Palumbo , Cannon 6 Rimbalzi 6 Piunti Alessandro Ramagli Allenatori Alessandro Rossi |                  |                                       |                       |            |
| |                  |                                       |                       |            |
| Copeland 12 | Punti            | 12 Monaldi                            |                       |            |
| Palumbo 3 | Assist           | 2 Monaldi                             |                       |            |
| Palumbo, Cannon 6 | Rimbalzi         | 6 Piunti                              |                       |            |
| Alessandro Ramagli | Allenatori       | Alessandro Rossi                      |                       |            |

| Rieti 26 febbraio 2024, ore 21:00 30ª giornata                                                                                                | Real Sebastiani Rieti | 70 – 75 (20-16; 38-40; 53-52) referto | Amici Pall. Udinese | PalaSojourner |
| Monaldi 19 Punti 18 Hickey 5 giocatori 1 Assist 3 Da Ros , Johnson Spencer 14 Rimbalzi 8 Hickey Alessandro Rossi Allenatori Adriano Vertemati |                       |                                       |                     |               |
| |                       |                                       |                     |               |
| Monaldi 19 | Punti                 | 18 Hickey                             |                     |               |
| 5 giocatori 1 | Assist                | 3 Da Ros, Johnson                     |                     |               |
| Spencer 14 | Rimbalzi              | 8 Hickey                              |                     |               |
| Alessandro Rossi | Allenatori            | Adriano Vertemati                     |                     |               |

| Bologna 2 marzo 2024, ore 18:00 31ª giornata                                                                                   | Fortitudo Bologna | 81 – 75 (25-15; 42-27; 56-51) referto | Real Sebastiani Rieti | PalaDozza |
| Mian 22 Punti 21 Sarto Fantinelli 10 Assist 7 Spanghero Freeman 12 Rimbalzi 8 Spencer Attilio Caja Allenatori Alessandro Rossi |                   |                                       |                       |           |
| |                   |                                       |                       |           |
| Mian 22 | Punti             | 21 Sarto                              |                       |           |
| Fantinelli 10 | Assist            | 7 Spanghero                           |                       |           |
| Freeman 12 | Rimbalzi          | 8 Spencer                             |                       |           |
| Attilio Caja | Allenatori        | Alessandro Rossi                      |                       |           |

| Rieti 9 marzo 2025, ore 20.00 32ª giornata                                                                                   | V.L. Pesaro | 78 – 85 (22-22; 41-49; 65-70) referto | Real Sebastiani Rieti | Vitrifrigo Arena |
| Ahmad 24 Punti 23 Palmi Ahmad 5 Assist 3 Cicchetti King , Imbrò 6 Rimbalzi 10 Spencer Spiro Leka Allenatori Alessandro Rossi |             |                                       |                       |                  |
| |             |                                       |                       |                  |
| Ahmad 24 | Punti       | 23 Palmi                              |                       |                  |
| Ahmad 5 | Assist      | 3 Cicchetti                           |                       |                  |
| King, Imbrò 6 | Rimbalzi    | 10 Spencer                            |                       |                  |
| Spiro Leka | Allenatori  | Alessandro Rossi                      |                       |                  |

| Rieti 22 marzo 2025, ore 21:00 33ª giornata                                                                                      | Real Sebastiani Rieti | 92 – 93 (16-20; 35-39; 50-48: 67-67; 82-82) referto | Avellino Basket | PalaSojourner |
| Sarto 35 Punti 34 Lewis Spanghero 8 Assist 6 Bortolin Spencer 14 Rimbalzi 15 Lewis Alessandro Rossi Allenatori Alessandro Crotti |                       |                                                     |                 |               |
| |                       |                                                     |                 |               |
| Sarto 35 | Punti                 | 34 Lewis                                            |                 |               |
| Spanghero 8 | Assist                | 6 Bortolin                                          |                 |               |
| Spencer 14 | Rimbalzi              | 15 Lewis                                            |                 |               |
| Alessandro Rossi | Allenatori            | Alessandro Crotti                                   |                 |               |

| Rieti 26 marzo 2025, ore 21:00 29ª giornata                                                                                        | Real Sebastiani Rieti | 69 – 82 (27-22; 38-43; 53-54) referto | Rinascita B. Rimini | PalaSojourner |
| Piunti 15 Punti 18 Marini Monaldi 5 Assist 7 Robinson Spencer 9 Rimbalzi 9 Johnson Alessandro Rossi Allenatori Sandro Dell'Agnello |                       |                                       |                     |               |
| |                       |                                       |                     |               |
| Piunti 15 | Punti                 | 18 Marini                             |                     |               |
| Monaldi 5 | Assist                | 7 Robinson                            |                     |               |
| Spencer 9 | Rimbalzi              | 9 Johnson                             |                     |               |
| Alessandro Rossi | Allenatori            | Sandro Dell'Agnello                   |                     |               |

| Vigevano 30 marzo 2025, ore 18:00 34ª giornata                                                                                                  | Pall. Vigevano | 69 – 78 (21-23; 34-36; 53-56) referto | Real Sebastiani Rieti | PalaElachem |
| Strautmanis 13 Punti 16 Piunti , Monaldi Mack 7 Assist 6 Piunti , Spanghero Rossi 8 Rimbalzi 7 Piunti Lorenzo Pansa Allenatori Alessandro Rossi |                |                                       |                       |             |
| |                |                                       |                       |             |
| Strautmanis 13 | Punti          | 16 Piunti, Monaldi                    |                       |             |
| Mack 7 | Assist         | 6 Piunti, Spanghero                   |                       |             |
| Rossi 8 | Rimbalzi       | 7 Piunti                              |                       |             |
| Lorenzo Pansa | Allenatori     | Alessandro Rossi                      |                       |             |

| Rieti 6 aprile 2025, ore 18:00 35ª | Real Sebastiani Rieti | 79 – 68 (21-9; 48-23; 55-40) referto  | Pall. Forlì 2.015 | PalaSojourner |
| Spanghero 16 Punti 17 Harper Sarto , Harris 3 Assist 3 Cinciarini , Tavernelli , Parravicini Spencer 13 Rimbalzi 10 Pollone Alessandro Rossi Allenatori Antimo Martino |                       |                                       |                   |               |
| |                       |                                       |                   |               |
| Spanghero 16 | Punti                 | 17 Harper                             |                   |               |
| Sarto, Harris 3 | Assist                | 3 Cinciarini, Tavernelli, Parravicini |                   |               |
| Spencer 13 | Rimbalzi              | 10 Pollone                            |                   |               |
| Alessandro Rossi | Allenatori            | Antimo Martino                        |                   |               |

| Orzinuovi 13 aprile 2025, ore 18:00 36ª giornata                                                                                | G.M. OrziBasket | 91 – 73 (18-26; 46-36; 64-57) referto | Real Sebastiani Rieti | PalaBertocchi |
| Williams 23 Punti 23 Palmi Bogliardi 7 Assist 7 Monaldi Guariglia 8 Rimbalzi 8 Spencer Franco Ciani Allenatori Alessandro Rossi |                 |                                       |                       |               |
| |                 |                                       |                       |               |
| Williams 23 | Punti           | 23 Palmi                              |                       |               |
| Bogliardi 7 | Assist          | 7 Monaldi                             |                       |               |
| Guariglia 8 | Rimbalzi        | 8 Spencer                             |                       |               |
| Franco Ciani | Allenatori      | Alessandro Rossi                      |                       |               |

| Rieti 19 aprile 2025, ore 20:30 37ª giornata                                                                                            | Real Sebastiani Rieti | 69 – 67 (20-17; 38-30; 50-59) referto | JuVi Cremona | PalaSojourner |
| Harris 14 Punti 20 Washington Harris 4 Assist 6 Washington Spencer , Gallo 9 Rimbalzi 9 Barbante Alessandro Rossi Allenatori Luca Bechi |                       |                                       |              |               |
| |                       |                                       |              |               |
| Harris 14 | Punti                 | 20 Washington                         |              |               |
| Harris 4 | Assist                | 6 Washington                          |              |               |
| Spencer, Gallo 9 | Rimbalzi              | 9 Barbante                            |              |               |
| Alessandro Rossi | Allenatori            | Luca Bechi                            |              |               |

| Piacenza 27 aprile 2025, ore 18:30 38ª giornata                                                                                      | U.C.C. Piacenza | 73 – 88 (13-26; 31-47; 49-66) referto | Real Sebastiani Rieti | PalaBanca |
| Serpilli 22 Punti 14 Spencer Bartoli 3 Assist 7 Spanghero Serpilli 13 Rimbalzi 13 Spencer Humberto Manzo Allenatori Alessandro Rossi |                 |                                       |                       |           |
| |                 |                                       |                       |           |
| Serpilli 22 | Punti           | 14 Spencer                            |                       |           |
| Bartoli 3 | Assist          | 7 Spanghero                           |                       |           |
| Serpilli 13 | Rimbalzi        | 13 Spencer                            |                       |           |
| Humberto Manzo | Allenatori      | Alessandro Rossi                      |                       |           |

## Playoff

### Quarti di finale
| Rieti 10 maggio 2025, ore 21:00 Gara 1    | Real Sebastiani Rieti | 65 – 47 (11-13; 26-31; 54-35) referto | Urania Milano | PalaSojourner |
| Alessandro Rossi Allenatori Marco Cardani |                       |                                       |               |               |
|                                           |                       |                                       |               |               |
| Alessandro Rossi                          | Allenatori            | Marco Cardani                         |               |               |

| Rieti 12 maggio 2025, ore 21:00 Gara 2    | Real Sebastiani Rieti | 65 – 61 (17-21; 25-33; 52-42) referto | Urania Milano | PalaSojourner |
| Alessandro Rossi Allenatori Marco Cardani |                       |                                       |               |               |
|                                           |                       |                                       |               |               |
| Alessandro Rossi                          | Allenatori            | Marco Cardani                         |               |               |

| Milano 15 maggio 2025, ore 21:00 Gara 3   | Urania Milano | 81 – 89 (14-25; 33-47; 54-69) referto | Real Sebastiani Rieti | PalaLido |
| Marco Cardani Allenatori Alessandro Rossi |               |                                       |                       |          |
|                                           |               |                                       |                       |          |
| Marco Cardani                             | Allenatori    | Alessandro Rossi                      |                       |          |

### Semifinale
| Desio 24 maggio 2025, ore 20:30 Gara 1     | Pall. Cantù | 83 – 59 (26-20; 47-34; 61-41) referto | Real Sebastiani Rieti | PalaFitLine |
| Nicola Brienza Allenatori Alessandro Rossi |             |                                       |                       |             |
|                                            |             |                                       |                       |             |
| Nicola Brienza                             | Allenatori  | Alessandro Rossi                      |                       |             |

| Desio 26 maggio 2025, ore 20:45 Gara 2     | Pall. Cantù | 89 – 74 (15-18; 46-28; 73-54) referto | Real Sebastiani Rieti | PalaFitLine |
| Nicola Brienza Allenatori Alessandro Rossi |             |                                       |                       |             |
|                                            |             |                                       |                       |             |
| Nicola Brienza                             | Allenatori  | Alessandro Rossi                      |                       |             |

| Rieti 29 maggio 2025, ore 21:00 Gara 3     | Real Sebastiani Rieti | 77 – 84 (d.1t.s.) (10-19; 27-26; 51-40; 68-68) referto | Pall. Cantù | PalaSojourner |
| Alessandro Rossi Allenatori Nicola Brienza |                       |                                                        |             |               |
|                                            |                       |                                                        |             |               |
| Alessandro Rossi                           | Allenatori            | Nicola Brienza                                         |             |               |